# Curia Hostilia

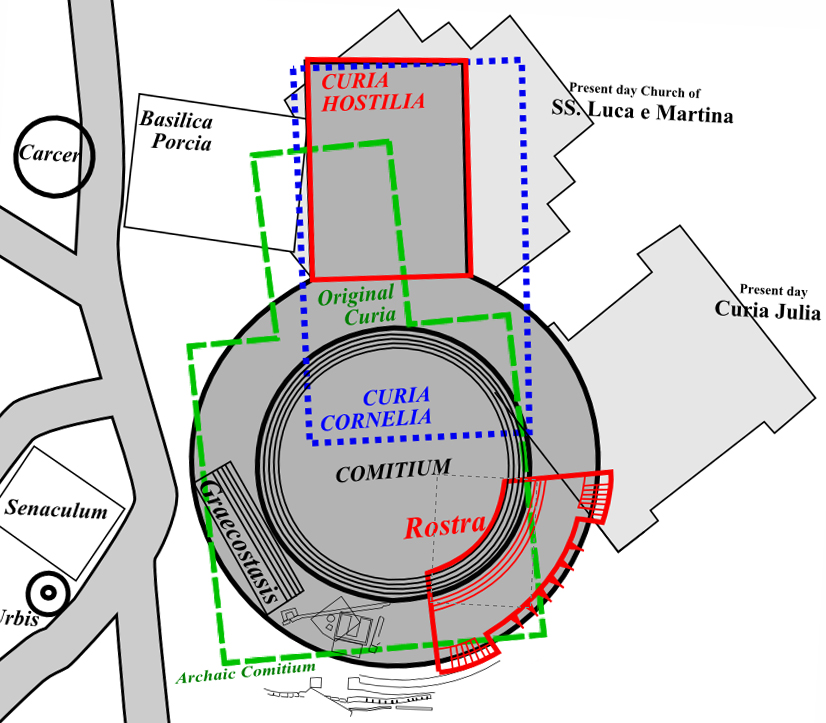
Baugeschichte der Gebäude der Curia

Die Curia Hostilia neben dem Comitium auf dem Forum Romanum war in der römischen Republik ein Versammlungsort des römischen Senats.
Neben der Curia lagen die Sitzungsbänke der Volkstribunen, wo sie tagsüber ihren Geschäften nachgingen. Bis zu dem Zeitpunkt, zu dem die Tribunen das Senatsgebäude betreten durften, befanden sich die Bänke vor dem Eingang der Kurie.

## Baugeschichte
Der Sage nach war die Curia Hostilia ursprünglich ein etruskischer Tempel, der unter der Herrschaft von Romulus (ca. 771–717 v. Chr.) als Versammlungsgebäude von Ratgebern des Königs, den Senatoren, genutzt wurde. Als ein Feuer den umgewandelten Tempel zerstörte, wurde im Auftrag von Tullus Hostilius, des dritten römischen Königs (673–641 v. Chr.), ein neues Gebäude gebaut.
Das Gebäude bestand aus
- einem größeren Innenraum, in dem der Senat tagte,
- sodann dem secretarium senatus (ein Gerichtsraum speziell für Senatoren),
- sowie dem Chalcidicum (eine Säulenhalle vor dem Versammlungsraum).

Lucius Cornelius Sulla Felix erweiterte die Curia 80 v. Chr., da sich die Anzahl der Senatoren verdoppelt hatte. Während Unruhen bei der Beerdigung des Politikers Publius Clodius Pulcher im Jahr 52 v. Chr. brannte die Curia Hostilia nieder. Faustus Cornelius Sulla, ein Nachfahre von Lucius Cornelius Sulla Felix, baute die Curia wieder auf und gab ihr den Namen Curia Cornelia.
Als Nachfolgebau ließ Gaius Iulius Caesar im Rahmen der massiven Umgestaltung des Forums die Curia Iulia errichten.